# Santa Magdalena de Puigsac
Santa Magdalena de Puigsac, també coneguda com a Santa Margarida de Pardines, és una capella isolada situada al nord de la Serra Cavallera, al nucli de Puigsac, al municipi de Pardines, a la comarca catalana del Ripollès. Santa Magdalena de Puigsac és una capella isolada situada a la serra Cavallera, prop del nucli de Pardines. És una obra inclosa en l'Inventari del Patrimoni Arquitectònic de Catalunya.

## Descripció
L'església romànica és d'una sola nau perllongada, coberta amb volta de canó lleugerament apuntada, i absis semicircular amb volta de quart d'esfera. La finestra absidal i el portal original de migjorn són de doble arquivolta. Al mur de ponent hi ha una portal rectangular amb llinda de pedra i un ull de bou del segle xviii, i el campanar de cadireta de dos ulls. L'any 1986 va ser objecte d'una restauració força controvertida. La part de l'edificació que es conserva en el seu estat original i que ha estat menys manipulada és el parament exterior nord del mur de la nau. Des de l'absis fins a mitja nau, els murs han estat despullats de l'arrebossat, seguint l'altra meitat, arrebossada i pintada de blanc. L'atri d'estructura de fusta que precedeix l'entrada original és un afegit que no forma part del temple original. El paviment de l'església ha estat substituït per rajoles de gres de color marró.
A l'interior es conserva una imatge de Sant Antoni de Pàdua, de fusta policromada, realitzada al segle xviii.

## Història
Santa Magdalena de Puigsac es va construir al segle xii i va ser consagrada el 1176 pel bisbe d'Urgell, Arnau de Preixens. Al segle xviii va ser molt transformada, afegint-li dues capelles laterals, eliminades en la restauració, que donaren a la planta la forma de creu i també s'obrí a la façana sud un nou portal d'accés. Actualment aquests elements barrocs han desaparegut, excepte el portal, degut a la restauració portada a terme per l'arquitecte Joan M. de Ribot. A l'interior es conserva una imatge de Sant Antoni de Pàdua, de fusta policromada, realitzada al segle xviii.